# Sutton Park

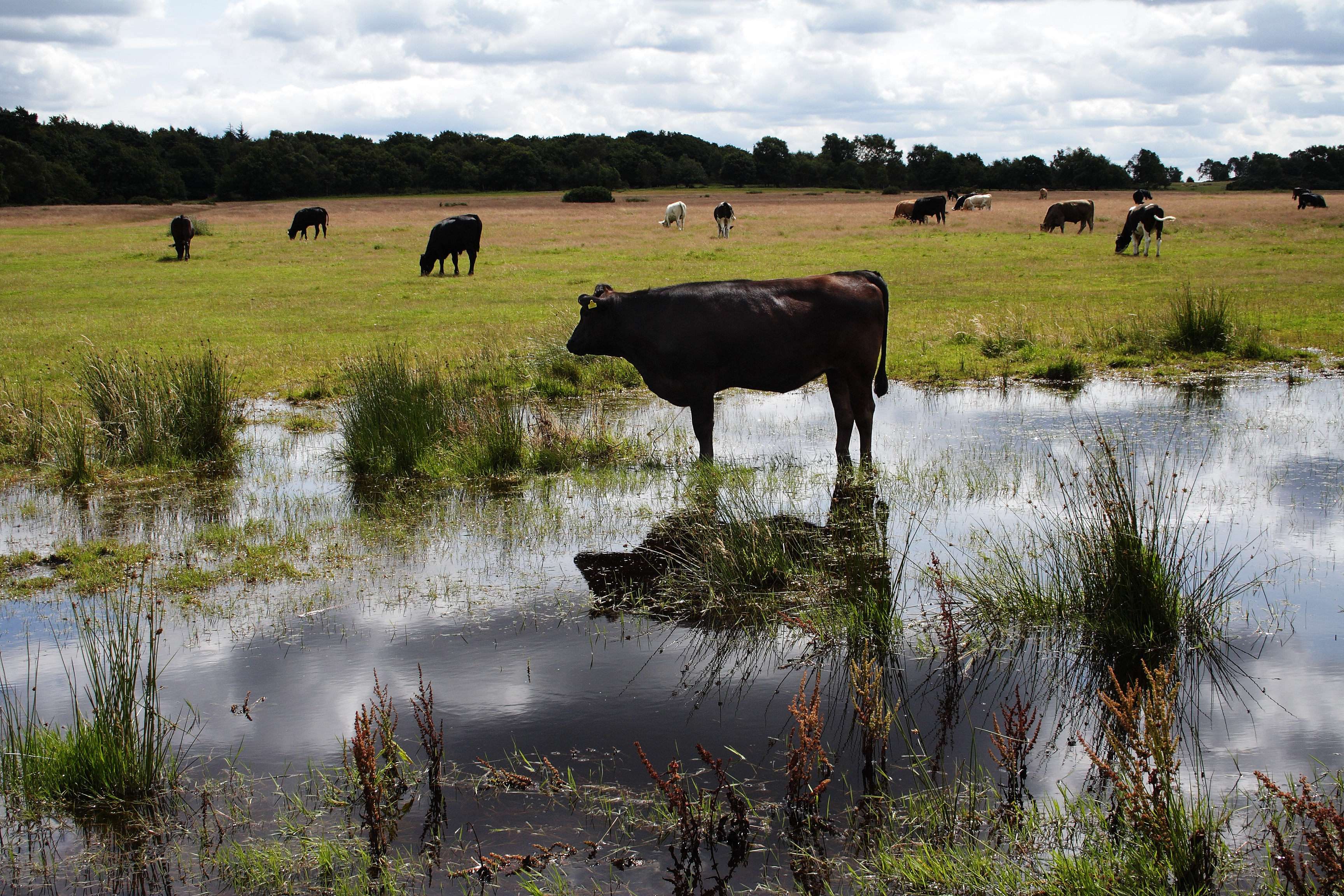
Weidende Rinder im Park

Der Sutton Park in Sutton Coldfield, Birmingham, Vereinigtes Königreich, ist mit knapp 9 km² einer der größten Stadtparks Europas. Er ist kleiner als der Londoner Richmond Park, aber größer als der Dubliner Phoenix Park.
Der Park hat die Fläche von 900,1 Hektar (2224,2 Acre / 9,0 km²), mit einer Mischung aus Heideland, Feuchtgebieten und Marschen, sieben Seen, weitreichenden alten Baumbestand (beträgt beinahe ein Viertel der Parkfläche), mehreren Restaurants, einen privaten 18-Loch Golfplatz an seinem westlichen Rand und einem städtischen Golfplatz im Süden, ein Esel-Tierheim, Kinderspielplätze und Besucherzentren. Es gibt keine Eintrittsgebühr und es kann eine Vielzahl an Freizeitaktivitäten im Park unternommen werden.